# Stefan Klint
Stefan Klint, född 1967, är en svensk teolog och präst. 
Klint blev teologie doktor i Nya Testamentets exegetik 2002 på avhandlingen Romanen och evangeliet. Former för Jesusgestaltning i Pär Lagerkvists prosa. Han prästvigdes 2003 och är sedan 2018 kyrkoherde i Floby pastorat och sedan 2022 prost i Falköping-Hökensås kontrakt i Skara stift. 